# Siekbach (Werre)
Der Siekbach, auch Sieksbach, ist ein 4,6 km langer, orographisch linker  Nebenfluss der Werre im Kreis Lippe in Ostwestfalen-Lippe, Deutschland.

## Verlauf
Der Siekbach entspringt in Bad Salzuflen-Kusenbaum auf einer Höhe von 118 m ü. NN in der Nähe des Kreisels der Kreisstraße 5 und der Kreisstraße 23. Der Bach fließt von seinem Ursprung aus in Richtung Osten und ist bereits kurz nach seiner Quelle auf einer Strecke von 100 m verrohrt. In seinem weiteren Verlauf durchfließt der Siekbach Bexterhagen und die Wülferheide, bevor er auf einer Höhe von 79 m ü. NN südöstlich von Bad Salzuflen-Wülferheide linksseitig bei KM 35,5 in die Werre einmündet. Fast über seine gesamte Strecke markiert der Siekbach die Grenze zwischen Leopoldshöhe und Bad Salzuflen.
Der Siekbach entwässert einen kleinen Teil des Ravensberger Hügellandes und besitzt keine namhaften oberirdischen Zuflüsse.
Er verläuft weitestgehend parallel zum Heipker Bach im Süden und zur Bexter im Norden.

## Umwelt
Der Siekbach wird der Gewässergüteklasse II (mäßig belastet) zugeordnet. Teile des Oberlauf des Siekbaches liegen im Landschaftsschutzgebiet Siekwiese, der Unterlauf bis kurz vor dessen Einmündung in die Werre ist als Landschaftsschutzgebiet Siekbach ausgewiesen.